# Unknown Worlds Entertainment
Az Unknown Worlds Entertainment egy amerikai, San Franciscói székhelyű videójáték-fejlesztő cég, amely elsősorban a Natural Selection, valamint a Subnautica videójáték-sorozat révén vált ismertté. 2021 októberében felvásárolta egy Dél-koreai videójáték-fejlesztő cég, a Krafton.

## Történet
Az Unknown Worlds-öt Charlie Cleveland alapította 2001 májusában. A Natural Selection sikere után Cleveland elhatározta, hogy egy folytatást is készít a játékhoz, így indult meg a Natural Selection 2 fejlesztése. 
Végül 2006-ban kezdték el a Natural Selection 2 fejlesztését, amely 6 év fejlesztés után került kiadásra. Manapság a csapat a Subnautica történetbeli folytatásán, és ezzel a videójáték-sorozat harmadik tagján, a Subnautica 2-n dolgozik.

## Videójátékaik
- Half Life: Natural Selection (2002)
- Zen of Sodoku (2006)
- Natural Selection 2 (2012)
- Subnautica (2018)
- Subnautica: Below Zero (2021)
- Moonbreaker (2022)
- Subnautica 2 (2025)
- Future Perfect (tervezett)

## Külső hivatkozások
- Hivatalos weboldal